# Закон каменных джунглей
«Зако́н ка́менных джу́нглей» — российский криминальный телесериал производства кинокомпании «RatPack Production», созданный по заказу телеканала «ТНТ». Первый сезон телесериала был показан с 16 по 26 марта 2015 года на телеканале «ТНТ». Показ второго сезона под названием «Куда приводят мечты» проходил с 20 по 30 марта 2017 года.

## Сюжет

### 1 сезон
Действие сериала разворачивается на окраинах города Москвы. Четверо молодых людей — Тим, Цыпа, Жук и Гоша решают стать бандой преступников и начать зарабатывать таким способом деньги. Они даже не задумываются о том, к каким последствиям могут привести игры с полицией и «воровским миром».

### 2 сезон
Во втором сезоне Тим, у которого в семье всегда были деньги, но не было любви, всё сильнее подсаживается на таблетки. Он всё время пытается выделиться и быть лидером, но не замечает, как это приводит к тяжёлым последствиям. Цыпа сближается с Вадиком и просит его помочь решить проблему с собственным отцом, даже не догадываясь, к чему приведёт эта просьба. Гоша пытается найти деньги, из-за которых его отец оказался в тюрьме, и разобраться с зарождающимся чувством к Лизе, в которую давно влюблён его лучший друг Цыпа. «Мой персонаж Гоша наконец-то повзрослеет и начнёт думать своим умом. Если раньше он был ведомым и не имел собственного мнения, то во втором сезоне всё изменится. Ко всему прочему у Гоши появятся взрослые проблемы, которые он будет пытаться самостоятельно решать. А ещё у него случится первая любовь и появится девушка…», — говорил исполнитель роли Гоши актёр Александр Мельников. Жук после того, как получает сложную травму головы, должен определиться, будет ли он и дальше драться. Ведь парень понимает: один пропущенный удар, и он на всю жизнь может остаться беспомощным инвалидом. Во втором сезоне появляются несколько новых ярких персонажей. Упор сделан не на криминальную составляющую, а на внутренние перипетии героев. Во втором сезоне зрителям открывается мечта Жука и то, как он ею распорядится, речь также идёт о взаимоотношениях Цыпы и его отца. «Закон каменных джунглей 2» полон погружений в жизнь героев, их личный мир, их мечты. Каждому из героев предстоит сделать важный и сложный выбор и решить, готовы ли они по-прежнему доверять, прощать и вставать друг за друга плечом к плечу и что окажется сильнее — алчность, ревность, эгоизм или их дружба?

## Персонажи

### В главных ролях
| Актёр               | Роль |
| ------------------- | --- |
| Аристарх Венес      | Тимофей Владимирович Гордеев (Тим) Родился в 1997 году, главарь банды, парень из благополучной семьи, имеет сложные отношения с Отцом (показано в 8 серии 1 сезона). Лучший друг Жука, младший брат Лизы, парень Лены (до 16 серии), в конце 6 серии 1 сезона получает ранение, в результате чего подсаживается на сильное обезболивающее. В 9 серии 2 сезона становится любовником Жанны и начинает употреблять наркотики. Работает на Вадима (с 14 серии), арестован (в конце 16 серии). Дальнейшая судьба персонажа неизвестна. |
| Никита Павленко     | Константин Алексеевич Цыплаков (Цыпа) Родился в 1994 году, самый старший член банды, парень из неблагополучной семьи, некоторое время жил в детдоме, лучший друг Гоши, правая рука Тима, в 1 серии избил отца, во 2 серии был избит Сашей за дерзость. Затаив обиду решил отомстить Саше и взорвал его автомобиль (в 5 серии позже выясняется что автомобиль Принадлежал Вадиму), влюблён в Лизу (с 3 серии), работает на Вадима и сближается с ним (с 8 серии). со второго сезона становится другом Гуфи. Убил Ивана (по обману Вадима что тот убил его отца в 13 серии), отрезал ухо тренеру которого избил Жук (в 15 серии), арестован (в конце 16 серии). Дальнейшая судьба персонажа неизвестна. |
| Игорь Огурцов       | Антон Павлович Жуков (Жук) Родился в 1997 году, член банды, сирота, воспитан бабушкой, лучший друг и правая рука Тима, спортсмен, парень Иры (со 2 серии), потерял слух (в 14 серии), избил тренера который нанёс ему роковой удар (в 15 серии), арестован (в конце 16 серии). Дальнейшая судьба персонажа неизвестна. |
| Александр Мельников | Георгий Олегович Шустров (Гоша) (†) Родился в 1998 году, самый младший из членов банды, живёт под строжайшим контролем своего отца (до 3 серии), лучший друг Цыпы,во втором сезоне был влюблён в Лизу. Ранен Зимой. Умер на руках у друзей по пути в больницу (в 16 серии). |
| Даниил Вахрушев     | Филипп Губин (Гуфи) Родился в 1997 году, рэпер, одноклассник Тима и Жука, влюблён в Лену (со 2 до 16 серии), член банды (с 7 серии). Друг Цыпы (со 2 сезона), создал страницу Игоря Ожегова и общался с Леной (в 6 серии). Во втором сезоне посоветовал Лене скинуть «Игорю» откровенные фотографии, впоследствии был избит за это Тимом. Впоследствии ссорится с Леной и мирится с Тимом. Дальнейшая судьба персонажа неизвестна. |
| Дарья Руденок       | Ирина Алексеевна Шумилина (Ира) Родилась в 1998 году, сирота, лучшая подруга и одноклассница Лены, девушка Жука (со 2 серии), живёт у Жука (с 7 серии), написала заявление на отчима (в 8 серии). Во втором сезоне сильно переживает за здоровье Жука. А также выгнала мачеху из дома, в конечном итоге убила мачеху (в 16 серии). Дальнейшая судьба персонажа неизвестна. |
| Елизавета Кононова  | Елена Александровна Алексеева (Лена) Родилась в 1998 году, девушка Тима и подруга Гуфи (до 16 серии), лучшая подруга Иры, общалась с «Игорем Ожеговым» (в 6 серии). Во втором сезоне влюбилась в «Игоря» и прислала ему интимные фотографии, впоследствии узнала от Гуфи, кто такой «Игорь» на самом деле, и также рассталась с Тимом из-за интимных фотографий. Дальнейшая судьба персонажа неизвестна. |
| Юлия Хлынина        | Елизавета Владимировна Гордеева (Лиза) (со 2 серии). Родилась в 1992 году, Старшая сестра Тима, летописец банды, начинающий писатель. Возлюбленная Цыпы, во втором сезоне сильно волнуется за Тима из-за того, что он употребляет наркотики. Также Тим узнаёт, что она лесбиянка, но позже после разговора с Тимом Лиза меняет ориентацию. Дальнейшая судьба персонажа неизвестна. |
| Алексей Кирсанов    | Александр (Саша) лейтенант ДПС, куратор банды. Работает на Вадима. В 1 серии Тим рассказал друзьям, что он вырос с ним в одном дворе, позже Тим рассказал Лизе, что они знакомы недавно. Позже избил Цыпу за дерзость. Так же был избит южанами на стреле и попал в больницу. Во втором сезоне меняется в лучшую сторону. Пытался отговорить Тима от торговли наркотиками. Дальнейшая судьба персонажа неизвестна. |
| Александр Петров    | Вадим Рослин («Вадик–Пулемёт») (с 3 серии). Рок-н-рольщик, бандит, друг Саши, заказчик преступлений банды. Убийца отца Цыпы. В финальной серии первого сезона был спасён Цыпой от Мансура при попытке убить его. Впоследствии предал банду и сдал её полиции в конце второго сезона, чтобы отобрать их деньги. Дальнейшая судьба персонажа неизвестна. |
| Владимир Сычёв      | Валерий Викторович Антипенко (Валера/Дядя Валера) (†) (с 5 серии). Армейский друг отца Гоши, служил с Олегом Шустровым, Зимой и Грегом. Интеллигент из военной разведки, приютил Гошу (в 5 серии), рассказал Гоше историю про молодость его отца (в 7 серии), встречается с Олей. Во втором сезоне стал опекуном Гоши и они сблизились. Так же собирался сделать Ольге предложение, впоследствии погибает от рук Зимы по приказу Олега Шустрова. |

### В эпизодах
| Актёр                  | Роль |
| ---------------------- | --- |
| Ольга Виниченко        | Жанна (с 9 серии). Медсестра, подруга Лизы и Вани. Любовница Тима (с 9 серии), выяснилось, что она была любовницей Лизы (в 13 серии), употребляет наркотики, работает на Вадима (с 15 серии), стала свидетелем предательства Вадима (в конце 16 серии). Дальнейшая судьба персонажа неизвестна. |
| Александр Горчилин     | Иван (†) друг Жанны, убит по ошибке Цыпой (в 13 серии). |
| Максим Костромыкин     | Андрей дурачок-уборщик |
| Анастасия Стежко       | Ольга (Лёлик) девушка Валеры, бывший ветеринар, ранена Зимой (в 16 серии). Дальнейшая судьба персонажа неизвестна. |
| Юрий Борисов           | Влад Зимовцев (Зима)(†) служил с Валерой, Олегом Шустровым и Грегом. По приказу Олега Шустрова убивает Валеру; позже самого Олега Шустрова и Гошу (в 16 серии). Убит Олегом Шустровым ответным выстрелом.                                                                                       |
| Дмитрий Власкин        | Грег (†) служил с Валерой, с Олегом Шустровым и Зимой. В 1 сезоне 8 серии говорится о том что он погиб в ДТП, но позже (в 16 серии 2 сезона) выясняется, что он убит Олегом Шустровым. |
| Роман Синицын          | напарник Саши |
| Руслан Братов          | Аслан |
| Сергей Глушко          | хозяин хаммера (5 серия) |
| Мария Сурова           | Наталья Гордеева мать Тима и Лизы (1 сезон 8 серия). |
| Андрей Коровниченко    | Владимир Гордеев отец Тима и Лизы (1 сезон 8 серия). |
| Светлана Садковская    | мать Цыпы, алкоголичка. Дальнейшая судьба персонажа неизвестна. |
| Дмитрий Поддубный      | Алексей Цыплаков (†) отец Цыпы, алкоголик; имеет сложные отношения с Цыпой. В 1 серии был избит Цыпой, а позже Цыпа попросил Вадима убрать его на пару дней с дома, позже выясняется что его убивает Вадим (в 9 серии).                                                                         |
| Игорь Никоноров        | Алексей дублёр отца Цыпы |
| Лариса Морозова        | бабушка Жука |
| Александр Боровиков    | Олег Шустров (†) отец Гоши, вдовец, бывший подполковник, сидел в СИЗО за получение взятки (с 3 до 16 серии), подослал Зиму убить Валеру (в 15 серии), так же позже выясняется, что он убил Грега ради денег, убит Зимой вместе с Гошей (в 16 серии)                                             |
| Татьяна Конышева       | Наталья мать Гуфи |
| Екатерина Никитина     | Марина Шумилина (†) мачеха Иры, убита Ирой (в 16 серии). |
| Станислав Эрклиевский  | Андрей Назорук любовник мачехи Иры, арестован (в 8 серии). С конца первого сезона в сериале не появляется. |
| Светлана Кузьмина      | тётя Иры |
| Екатерина Волкова      | Зеленцова |
| Евгений Березин        | друг Вадика |
| Иван Бурлаков          | сутенёр (8 серия) |
| Евгений Мундум         | положенец |
| Анастасия Александрова | физрук |
| Надежда Исайкина       | учительница французского языка |
| Павел Полушкин         | доцент |
| Гаджимурад Алишейхов   | Али Мурат |
| Дмитрий Буренков       | Дмитрий |
|                        | Мансур (†) глава Южан, убит Цыпой при попытке убить Вадима (в 8 серии). |
| Артём Кобзев           | Пётр |
| Полина Кузьминская     | Летеха |
| Дмитрий Руденко        | Пронин майор |
| Андрей Свиридов        | Сергей |
| Тамир Сикоев           | Тагир |
| Юрий Скулябин          | Гарик |
| Владимир Царулков      | Владимир |
| Александра Булычёва    | сотрудница ДПС |
| Александр Дубина       | следователь |
| Сергей Фролов          | участковый |
| Павел Артемьев         | опер |
| Олег Ребров            | опер |
| Дмитрий Дементьев      | полицейский |
| Эдуард Гаврилов        | полицейский |
| Тарас Епифанцев        | патрульный |
| Андрей Чириков         | патрульный |
| Марина Клещёва         | бабушка |
| Любовь Прокопьева      | медсестра |
| Сергей Буньков         | бандит |
| Алексей Герилович      | бандит |
| Сергей Калюка          | бандит |
| Алексей Костерев       | бандит |
| Алексей Шаранин        | бандит |
| Кирилл Толмацкий       | камео (15 серия) |

## Саундтрек
В трейлере сериала звучит кавер на песню из заставки передачи «Зов джунглей», записанный московской группой «Наадя».
| Исполнитель                                        | Название песни                                                                               |  |
| -------------------------------------------------- | -------------------------------------------------------------------------------------------- |  |
| Семён Фарада и Александр Бурмистров                | Бандито, Ганстерито (Explicit; из мультсериала «Приключения капитана Врунгеля») (1—2 сезоны) |  |
| LIL TIP                                            | Каменный Лес                                                                                 |  |
| Deichkind                                          | Illegale Fans                                                                                |  |
| Pezet-Noon                                         | Ukryty w mieście krzyk (instrumental)                                                        |  |
| Wuuha feat. Ali                                    | Закон каменных джунглей                                                                      |  |
| Полумягкие                                         | Розовое облако (1—2 сезоны)                                                                  |  |
| Рожден Ануси                                       | В ритме джунглей                                                                             |  |
| Дельфин                                            | Я буду жить                                                                                  |  |
| Дельфин                                            | Я люблю людей                                                                                |  |
| Дельфин                                            | Ретро                                                                                        |  |
| BIGkids                                            | Superhero                                                                                    |  |
| Vandevander                                        | 1000                                                                                         |  |
| Сергей Шнуров                                      | Мобильник (Explicit; из кинофильма «Бумер»)                                                  |  |
| Mot                                                | #мотстелетчосели                                                                             |  |
| Rob Bailey & The Hustle Standard                   | Hungry                                                                                       |  |
| The Sonics                                         | Have Love Will Travel                                                                        |  |
| ВИА «Весёлые ребята»                               | Розовые розы                                                                                 |  |
| Tesla Boy                                          | Keyboards & Synths                                                                           |  |
| Massive Attack                                     | Angel                                                                                        |  |
| Black Strobe                                       | I’m A MAN                                                                                    |  |
| Наташа Королёва                                    | Жёлтые тюльпаны                                                                              |  |
| Tristan Ivemy                                      | Surfrider                                                                                    |  |
| Артур Рубинштейн                                   | № 1 In B-Flat Minor                                                                          |  |
| Claude Pelouse                                     | Candy (Female Vocals)                                                                        |  |
| Martin Jones & Richard McMahon                     | Polka Italienne                                                                              |  |
| Валерий Меладзе                                    | Девушки из высшего общества                                                                  |  |
| GanGuBaS                                           | 7 пятниц (1—2 сезоны)                                                                        |  |
| Million Dan                                        | Dogz N Sledgez                                                                               |  |
| ST                                                 | Влюбиться                                                                                    |  |
| UNKLE feat. Josh Homme                             | Restless                                                                                     |  |
| Тимати feat. Титомир                               | Шлюхи                                                                                        |  |
| Леонид Агутин                                      | Хоп Хей Лала Лей                                                                             |  |
| Lord Diamen Feat. 6Lice                            | Kicker Ca                                                                                    |  |
| Группа «Ария»                                      | Воля и разум                                                                                 |  |
| Deph Naught                                        | Annoying                                                                                     |  |
| Emcee Fare                                         | 32 Bars                                                                                      |  |
| Кравц                                              | Обнуляй                                                                                      |  |
| Jack The Radio                                     | Lie No More                                                                                  |  |
| Massive Attack and Mos Def                         | I Against I                                                                                  |  |
| Stéphane Huguenin & Christian Padovan & Yves Sanna | Quand La Nuit Revient                                                                        |  |
| Dead Ghosts                                        | Summer With Phil                                                                             |  |
| Andrew Britton & Jesse O’Mahoney                   | Get Up Now                                                                                   |  |
| John Murphy                                        | In The House                                                                                 |  |
| Jah khalib                                         | «Если чё я Баха» (2 сезон)                                                                   |  |

## Список эпизодов
| Сезон | Сезон | Серии | Период трансляции  |
| ----- | ----- | ----- | ------------------ |
|       | 1     | 8     | 16 — 26 марта 2015 |
|       | 2     | 8     | 20 — 30 марта 2017 |

### Сезон 1
| № серии | Название                        | Премьера   | Описание серии |
| ------- | ------------------------------- | ---------- | --- |
| 1       | Тимократия                      | 16.03.2015 | Тим, Цыпа, Гоша и Жук — пацаны с одного двора. Как и любые парни их возраста, они совсем не прочь срубить немного бабла, если выпадает удачный случай. Именно поэтому когда Тим знакомится с Сашей, который предлагает перегнать машину из одной московской промзоны в другую, они соглашаются.                      |
| 2       | Все за одного                   | 17.03.2015 | После избиения полицейского парни боятся, что за ними могут прийти в любой момент. Цыпа ссорится с ментом Сашей, подкинувшим друзьям эту работу. Рэпер Гуфи мечтает о девушке Тима, Лене. А у дома Жука появляется полицейская машина...                                                                             |
| 3       | Лизун и оригинальная идея       | 18.03.2015 | Сестра Тима Лиза, эксцентричная поклонница Тарантино, хочет написать сценарий о Тиме и его компании. Вадик, лидер криминальной группировки района, намерен привлечь друзей к более серьёзной работе. Отец Гоши оказывается под следствием, и теперь парню грозит детдом. Друзья решают освободить Гошу из полиции... |
| 4       | Это правда. Как тебе?           | 19.03.2015 | Чтобы вернуть долг Саше, ребятам снова придётся совершить преступление. Впрочем, в этот раз они пойдут на дело не одни... Ира начинает подозревать, что Жук причастен к нападению на её брата. А Гуфи больше не может скрывать от Лены своих чувств.                                                                 |
| 5       | Штиль                           | 23.03.2015 | Гоша решает отправиться на поиски армейского друга своего отца. Тот, узнав, чей Гоша сын, с радостью его принимает и предлагает остаться жить у него. Цыпа придумывает план мести Саше. Он уверен, что его нужно обязательно проучить за такое отношение к нему.                                                     |
| 6       | Как Гуфи стал лжецом и бандитом | 24.03.2015 | Гоша вернулся домой, где обнаружил заляпанную кровью квартиру и раненого ножом в живот приютившего его приятеля отца, дядю Валеру. Гуфи не теряет надежды завоевать сердце Лены. После того как взорвалась машина Вадика, Саша попадает на серьёзные бабки.                                                          |
| 7       | Стрелка                         | 25.03.2015 | У Иры вновь проблемы с мачехой и отчимом. Дело в семье дошло до рукоприкладства, и Жук получает сообщение с просьбой о помощи. Гоша узнаёт от дяди Валеры тайну о своём отце, которую тот никогда не рассказывал. А у Саши есть новости относительно расклада сил на районе.                                         |
| 8       | Стая                            | 26.03.2015 | Тим и его друзья приезжают на разборку и обнаруживают, что противников в несколько раз больше. Примут они бой или струсят? Закончится ли на этом их криминальная карьера, или, наоборот, это лишь начало? Что окажется сильнее — дружба или закон каменных джунглей?                                                 |

### Сезон 2
| № серии | Название          | Премьера   | Описание серии |
| ------- | ----------------- | ---------- | --- |
| 1 (9)   | Грехи отцов       | 20.03.2017 | Гоша приезжает в тюрьму навестить отца и получает от него задание. Цыпа всё больше доверяет отморозку Вадику, он просит оказать ему услугу, не подозревая, чем это может обернуться. Тим окончательно подсаживается на таблетки и просит сестру познакомить его с наркодилером. |
| 2 (10)  | Добыча            | 21.03.2017 | Гоша пытается найти укромное место для найденного миллиона и не придумывает ничего лучше, чем спрятать сумку с деньгами в квартире у Валеры. Гуфи продолжает общаться с Леной от имени музыкального продюсера Игоря, девушка не замечает, как влюбляется в него. После очередных таблеток, наутро Тиму становится плохо, и единственное, что может предложить Жанна, чтобы взбодрить Тима, — новая доза...                      |
| 3 (11)  | Победа или смерть | 22.03.2017 | Жуку предстоит бой за первенство Москвы, но после схватки с южанами его мучают головные боли. Жук понимает, что этот бой может стать последним в его жизни. Вадик даёт ребятам новое задание — угнать и, где-нибудь на пустыре, разбить новую «бэху». Но выполнить миссию будет не так-то просто. После того, как Цыпа попросил Вадика поговорить с отцом, тот исчез, и Цыпа начинает догадываться, что с ним случилась беда... |
| 4 (12)  | Бой               | 23.03.2017 | Тим с Цыпой собираются поставить точку в деле с машиной, но после звонка Лены Тим решает всё переиграть. Жук, их товарищ, делится с Цыпой своими опасениями по поводу боя. Найдёт ли Цыпа отца, от которого хотел избавиться? |
| 5 (13)  | Кровь за кровь    | 27.03.2017 | Гоша, Валера и его подруга Лёлик собираются пойти на шашлыки. Гоша зовёт с собой Лизу и просит её сыграть роль его девушки... Цыпа узнаёт, что случилось с его отцом. Вадик говорит, что знает, чьих рук это дело. Тим приходит к Жанне домой и застаёт её в постели с человеком, которого он меньше всего ожидал там увидеть.                                                                                                  |
| 6 (14)  | Тишина            | 28.03.2017 | Жук попадает в больницу. Он понимает — последствия травмы могут быть самыми плачевными. Лена делится с Гуфи переживаниями: она очень хочет понравиться Игорю, но не знает, как это сделать. Гуфи даёт ей советы. Валера узнаёт, где живёт Зима — человек, по вине которого Гошин отец сидит в тюрьме. Гоша приезжает по этому адресу.                                                                                           |
| 7 (15)  | Сердце врага      | 29.03.2017 | Вадик караулит Жанну в подъезде, ставит перед фактом — теперь она работает на него. Лена настолько отдалась мечтам о придуманном Игоре, что перестала замечать людей вокруг. Гуфи пишет от его имени сообщение, которое точно вернёт Лену на землю. К Валере приходит Зима — боевой товарищ Гошиного отца. Происходит непоправимое, Гоша чудом спасается. Теперь он уже не знает, кому верить...                                |
| 8 (16)  | Волки             | 30.03.2017 | Лена узнаёт о том, что Гуфи её обманывал. Они ссорятся. Вечером Тим приходит к Гуфи, чтобы выпить в знак примирения. Вадик открывает перед Цыпой новые «перспективы» — ему предстоит сбыть мешок травы. Отец Гоши выходит из тюрьмы и встречается с сыном. Приезжает Зима, Гоша понимает, что они с отцом заодно... |

Написание сценария и производство сериала заняли несколько лет. Пилотное название сериала — «Каменные джунгли». Культовые ориентиры создателей сериала — от фильмов «На игле» Дэнни Бойла и «Карты, деньги, два ствола» Гая Ричи до хитов Квентина Тарантино и Роберта Родригеса и британских сериалов «Плохие» и «Молокососы».
Съёмки первого сезона сериала прошли с 9 апреля по 28 декабря 2012 года. Съёмки второго сезона сериала прошли с 25 июля 2015 года по 10 марта 2016 года.

## Рейтинги
Телесериал стартовал с высокими рейтингами в эфире телеканала ТНТ. 16 марта 2015 года в 22:00 премьерная серия «Закона каменных джунглей» по аудитории от 14 до 44 лет собрала по России долю 18,8 % (в Москве—12,8 %). Доля в молодёжной аудитории в Москве от 18 до 30 лет составила по России 25,0 %.

## Мнения о сериале
Сериал получил положительные отклики от телекритиков.

«Закон каменных джунглей» — изобретательный телекомикс про вчерашних школьников, решивших стать гангстерами.— Ярослав Забалуев, Газета.Ru

Авторы ловко играют с жанрами, разбавляя хмурую московскую действительность эстетикой комиксов. «Закон каменных джунглей» с одинаковым успехом перевоплощается то в чёрную комедию, то в фильм про взросление и первую любовь, то в пародию на классику криминального кино… Канал ТНТ в очередной раз подтвердил, что за счёт качества своего контента способен успешно конкурировать с грандами российского телерынка.— Вера Цветкова, Независимая газета